# Erich Heckel
Erich Heckel (Döbeln, Saxònia, 31 de juliol de 1883 – Radolfzell am Bodensee, 27 de gener de 1970) pintor i gravador alemany, cofundador del grup expressionista Die Brücke.

## Vida
El 1904 inicià els estudis d'arquitectura a la Technischen Hochschule de Dresde, però els abandonà un any més tard.
El 7 de juny de 1905 fundà el grup artístic Die Brücke junt amb Ernst Ludwig Kirchner, Karl Schmidt-Rottluff i Fritz Bleyl. Més tard s'afegiren al grup Max Pechstein, durant un breu període, Emil Nolde i, a partir de 1911, Otto Müller.
Els membres del grup adquiriren un petit taller a Dresde, on de forma autodidacta començaren a experimentar amb noves formes d'expressió pictòrica.
Mogut per la recerca d'un contacte més directe amb la naturalesa Heckel passà amb Karl Schmitt Rottluf els estius de 1907 i 1908 a la ciutat costanera de Dangast, al Mar del Nord, on pintà la seva Weisses Haus in Dangast (Casa Blanca a Dangast, 1908). També van ser freqüents les sortides amb tots els membres del grup al llac de Moritzburg.
El 1911, seguint els altres membres del grup, es trasllada a Berlin. A partir d'aquest moment les seves pintures adquireixen un to melancòlic que s'expressa tant en els motius (noies malaltes o meditabundes) com en l'ús de colors més apagats.
El 1912, pintà junt amb Kirchner els murals per la capella de l'exposició Sonderbund de Colònia i va conèixer altres artistes importants de l'època com l'escultor Wilhelm Lehmbruck i els pintors Lyonel Feyninger i August Macke.
Durant la primera mundial va servir com a personal mèdic organitzant el retorn a casa dels soldats alemanys ferits al front. En aquesta època coneix al pintor James Ensor i es casa, el juny de 1916, amb Hilda Frieda Georgi.
En el període de la República de Weimar va mantenir una posició políticament activa com a membre de l'Arbeitsrat für Kunst i el Novembergruppe.
Amb l'arribada dels nacionalsocialistes al poder la seva obra és classificada d'art degenerat i una part important d'ella és destruïda.
En finalitzar la Segona Guerra Mundial es traslladà a Hemmenhofen i impartí classes d'art a l'Acadèmia de Belles Arts de Karlsruhe.